# Kinnikuman
Kinnikuman (Nhật: キン肉マン lit. "Muscleman") là một loạt manga được tạo ra bởi Nakai Yoshinori và Shimada được biết như Yudetamago.